# 保護国
保護国（ほごこく、フランス語: protectorat、英語: protectorate）とは、条約に基づき、主権の一部を代行させることによってその国から保護を受ける国のこと。保護される国家を被保護国・受保護国、保護を与える国を保護国と定義する場合もある。
内容は保護国と被保護国間の条約によって定められるが、一般的には制限的に解釈され、保護国が処理する案件であると明示されていなければ原則として被保護国に権限が残される。具体的には対外的権能の一部の行使を保護国に認めるものが多かった。保護関係は力に差がある国家間に設定されるケースが大半で、被保護国に押し付けられる形で条約締結されることが多かった。また対象となる地域に国家が存在しない場合は「保護領」とも呼ばれるが、英語・フランス語などでは特に区別されない。
付庸国（従属国）という概念も存在するが、これは一国内の一部の地域がその国の国内法によって独立的地位が認められつつ、本国との従属関係が残されているものをいい、国際法を根拠とする保護国とは異なる。

## 歴史
保護関係の概念はかなり古く、共和政ローマの政治家マルクス・トゥッリウス・キケロの著書『義務について』にすでに現れている。この中でキケロは元老院はローマの支配者ではなく、全世界の「patrocinium」（保護者）であるとしている。ローマは多数の属領や属邦を持っており、キケロはこの関係を定義したものと見られている。似たような関係としては皇帝ナポレオン・ボナパルトとライン同盟諸国君主の関係が指摘されている。ナポレオンは「君主達には宗主はいない」と宣言し、従属関係ではないことをアピールした。
日本において保護国の概念が紹介されたのは『万国公法』が最初である。万国公法においては「自治」と「自主」を区別しており、他国の命令を聞かざるを得ない国として「半主の国」という概念を紹介している。半主の国の例としてはポーランドのクラクフ共和国、イオニア海のイオニア諸島合衆国があげられているが、前者は「保護」を受けるとしながらも、完全なる自主に近いとしている。いわゆる保護と言っても程度の差があり、保護国だからと言って主権がないとは限らない。これらの概念は大国が小国を、先進民族が未開民族を保護するという意味があり、宗主国が弱小国家や国家不在の地を後見するという性質があった。
フランシス・ゲラル（François Gairal）は保護関係を宗主国が内政に立ち入らず、恩恵として行う「単純保護（Sauvegarde）」と、上級国家が下級国家を指導し、完全な従属関係にある「国際法による保護関係」、そして文明国が未開地に対して行う「植民地的保護関係」の三つに分類した。ゲラルは当時のいわゆる保護国が「国際法による保護関係」であるとし、「植民地的保護関係」については慣例で「保護」の語が用いられているに過ぎないとした。エド・エンゲラルト（Ed Engelhardt）は1896年の著書『古代と現代の保護国』において強国が小国を支配する方便に過ぎないと批判した。この論は弱者が強者に保護を依頼することが保護関係の正当な根拠であるという批判を受けた。
1906年、有賀長雄はゲラルの論をふまえた『保護国論』において保護国を4つの類型に分類した。これに対して立作太郎は甲と乙の二つの真性保護国に分ける分類を主張し、論争となった。有賀は独立国である保護国は存在できるとし、立は外交権が完全ではない保護国は独立国ではないと反論した。田中慎一は立の反論に理があると判定している。

## 保護国の一覧

### アルゼンチン
- 連邦同盟（1815年 - 1820年）
- チリ（1817年 - 1818年）
- トゥクマン共和国（1820年 - 1821年）
- ペルー（1820年 - 1822年)
- Gobierno del Cerrito（1843年 - 1851年）
- パラグアイ（1876年）

### ブラジル
- アクレ共和国（1899年 - 1903年）
- パラグアイ（1869年 - 1876年）
- ウルグアイ（1828年 - 1835年）

### イギリス

#### アメリカ
- モスキート海岸（1638年 - 1860年）

#### ヨーロッパ
- マルタ保護領（1800年 - 1813年）、1813年より マルタ直轄植民地（実質的にはシチリア王国の一部だがイギリスの保護下にある）
- イオニア諸島合衆国（1815年 - 1864年）
- イギリス領キプロス（1878年 - 1914年、イギリス軍政下（1914年 - 1922年）、直轄植民地（1922年 - 1960年））

#### 南アジア
- シス・サトレジ州[13][14]（1809年 - 1862年）
- ネパール王国（1816年 - 1923年）[15]
- シッキム王国（1861年 - 1947年）、 （1947年 - 1972年）[16]
- モルディブ（1776年 - 1965年、1965年 - 1968年、1968年 - 1990年）[17]
- イギリス領インド帝国の藩王国（1845年 - 1947年）
- ブータン（1906年 - 1947年、1948年)[15]

#### 西アジア・中央アジア
- ペルシア湾岸保護国（1822年 - 1971年）
  -  バーレーン（1880年 - 1971年）[15]
  -  クウェート首長国（1899年 - 1961年）[15]
  -  カタール（1916年 - 1971年）
  -  休戦オマーン（1892年 - 1971年、アラブ首長国連邦の前身）[15]
    -  アブダビ首長国（1820年 - 1971年）
    -  アジュマーン首長国（1820年 - 1971年）
    -  ドバイ首長国（1835年 - 1971年）
    -  フジャイラ首長国（1952年 - 1971年）
    -  ラアス・アル＝ハイマ首長国（1820年 - 1971年）
    -  シャールジャ首長国（1820年 - 1971年）
      -  カルバ（1936年 - 1951年）

    -  ウンム・アル＝カイワイン首長国（1820年 - 1971年）

  -  マスカット・オマーン（1892年 - 1971年）[18][19]
- アデン保護領（1872年 - 1963年、南イエメンの前身）[20]
  - 東部の保護国（1963年 - 1967年、南アラビア保護領の前身)
    -  カシリ・スルタン国
    -  マフラ・スルタン国
    -  クアイティ・スルタン国
    -  上ヤファ国（ブシ首長国、ダビ首長国、ハドラミー首長国、マフラヒー首長国、マウサッタ国で構成）
    -  ハウラ首長国
    -  イルカ首長国

  - 西部の保護国（1959年、1962年 - 1967年、アデン植民地を含む南アラビア連邦の前身）
    -  ワヒディ・スルタン国（バル・ハーフ、ビル・アリ、ハッバーン）
    -  ベイハン首長国
    -  ダーラ首長国とクタイビ首長国
    -  ファドリー・スルタン国
    -  ラヘジ・スルタン国
    -  下ヤファ国
    -  アウダリ・スルタン国
    -  ハウシャビー・スルタン国
    -  上アウラキ首長国
    -  上アウラキ・スルタン国
    -  下アウラキ・スルタン国
    -  アラウィー首長国
    -  アクラビ首長国
    -  ダティーナ首長国
    -  シャイブ首長国
- アフガニスタン首長国（1879年 - 1919年）[15]
- アフガニスタン（1919年 - 1947年、1948年、1950年、1956年）

#### アフリカ
- イギリス領ソマリランド（1884年 - 1960年）[20]
- ベチュアナランド保護領（1885年 - 1966年）
- バロツェランド保護国（1889年 - 1980年）
- ニヤサランド保護領（1893年 - 1964年） 
  -  イギリス中央アフリカ保護領（1889年 - 1907年）
- ザンジバル・スルターン国（1890年 - 1963年）
- ウィトゥランド（1890年 - 1923年）
- ガンビア保護領（1894年 - 1971年）
- ウガンダ保護領（1894年 - 1962年）
- 東アフリカ保護領（1895年 - 1920年）
- シエラレオネ保護領（1896年 - 1961年）
- ナイジェリア（1914年 - 1963年）
- 北部ナイジェリア保護領（1900年 - 1914年）
- スワジランド（1903年 - 1968年）
- 南部ナイジェリア保護領（1900年 - 1914年）
- 北部ゴールド・コースト保護領（1901年 - 1957年）/（1957年 - 1960年）
- エジプト・スルタン国（1914年 - 1922年）
- ケニア保護領（1920年 - 1963年、1964年）
- エジプト王国（1922年 - 1936年）
- 北ローデシア（1924年 - 1964年)

##### 事実上
- エジプト副王領（1882年 - 1913年）

#### オセアニア
- パプア準州（1884年 - 1888年）
- トケラウ（1877年 - 1916年）
- クック諸島（1888年 - 1893年）
- ギルバートおよびエリス諸島（1892年 - 1916年）
- イギリス領ソロモン諸島（1893年 - 1978年）
- ニウエ（1900年 - 1901年）
- トンガ（1900年 - 1970年）

#### 東南アジア
- イギリス領北ボルネオ（1888年 - 1946年）
- ブルネイ（1888年 - 1984年）
- サラワク王国（1888年 - 1946年）
- マラヤ連邦（1948年 - 1957年）
  -  マラヤ連合州（1895年 - 1946年）
    -  ヌグリ・スンビラン州（1888年 - 1895年）
      -  スンガイ・ウジョン（1874年 - 1888年）
      -  ジェレブ（1886年 - 1895年）

    -  パハン州（1888年 - 1895年）
    -  ペラ州（1874年 - 1895年）
    -  セランゴール州（1874年 - 1895年）

  -  マラヤ非連合州（1904年/1909年 - 1946年）
    -  ジョホール州（1914年 - 1946年）
      - ジョホール州ムアール（1897年 - 1909年）

    -  ケダ州（1909年 - 1946年）
      -  ケダ州クリム（1894年 - 1909年）

    -  クランタン州（1909年 - 1946年）
    -  プルリス州（1909年 - 1946年）
    -  トレンガヌ州（1909年 - 1946年）

### 中国
- 漢:
  - 西域都護
- 唐:
  - 安西大都護府
  - 安北大都護府
  - 安東都護府
- 元:
  -  高麗（1270年 - 1356年）[21]
- 清:
  -  チベット[22][23][24][注釈 1]

### オランダ
オランダ領東インドのスルタン国

#### スマトラ
- タルモン王国（1830年 - 1946年）
- ランガット王国（1869年10月26日 - 1945年12月）
- デリ王国（1862年8月22日 - 1945年12月)
- アサハン王国（1865年9月27日 - 1945年12月）
- ビラ（1864年 - 1946年）
- タシク（コタ・ピナン）（1865年 - 1945年12月）
- シアク王国（1858年2月1日 - 1946年）
- スンガイ・タラス（カンポン・ラジャ）（1864年 - 1916年）
- パネイ（1864年 - 1946年）
- セルダン王国（1865年 - 1945年12月）
- インドラギリ王国（1838年 - 1945年9月）
- ジャンビ王国（1833年 - 1899年）
- クアラ（1886年 - 1946年）
- ペララワン（1859年 - 1945年11月）
- シアンタール（1904年 - 1946年）
- タナー・ジャワ（1904年 - 1946年）

#### リアウ諸島
- リアウ・リンガ王国（1819年 - 1911年）

#### ジャワ
- バンテン王国（1682年 - 1811年）
- チルボン（1684年 - 1819年）
- ジョグジャカルタ王国（1755年2月13日 - 1942年）
- マタラム王国（スラカルタ王国の前身）（1677年2月26日 - 1945年8月19日）
- マンクヌガラン公国（1757年2月24日 - 1946年）
- パクアラマン公国（1812年6月22日 - 1942年）
- スマラン（1682年 - 1809年）

#### バリ
- クルンクン（1843年 - 1908年）
- バドゥン（1843年 - 1906年）
- バンリ（1843年 - 1908年）
- ブレレン（1841年 - 1872年、1890年 - 1893年）
- ギャニャール（1843年 - 1908年）
- ジュンブラナ（1849年 - 1882年）
- カランガスム（1843年 - 1908年）
- タバナン（1843年 - 1906年）

#### ロンボク
- ロンボク（1843年 - 1894年）
- スンバワ（1908年 - 1948年頃）
- ビマ（1669年12月8日 - 1949年）
- ドンプ（1905年 - 1942年）

#### フロレス、ソロール
- ララントゥカ（1860年 - 1904年）
- Tanah Kuna Lima（1917年 - 1924年）
- Ndona（1917年 - 1924年）
- シッカ（1879年 - 1947年頃）

#### ボルネオ
- バンジャルマシン（1787年 - 1860年）
- ポンティアナック王国（1819年8月16日 - 1942年）
- サンバス王国（1819年 - 1949年）
- クブ（1823年6月4日 - 1949年）
- ランダック（1819年 - 1949年頃）
- メンパワ王国（1819年 - 1942年）
- サンガウ王国（182? - 1949年）
- セカダウ（182? - 1949年）
- シムパン（1822年 - 1949年頃）
- シンタン（1822年 - 1949年）
- スカダナ（1828年 - 1949年頃）
- コタ・ワリンギン王国（1824年 - 1949年）
- クタイ・ケルタナガラ王国（1825年8月8日 - 1949年）
- グヌン・タブール（1844年 - 1945年頃）
- ブルンガン王国（1844年 - 1949年頃）
- Simbaliung（1844年 - 1949年頃）
- タヤン（1823年 - 1949年頃）

#### セレベス
- ゴワ王国（1669年 - 1906年、1936年 - 1949年）
- ボネ王国（1669年 - 1905年）
- ボラアン・モゴンドウ（1825年 - 1949年頃）
- Laiwui（1858年 - 1949年）
- ルウ王国（1861年 - 1949年頃）
- ソップン（1860年 - 1949年頃）
- ブトン（1824年 - 1949年頃）
- シアウ（1680年 - 1949年頃）
- バンガイ（1907年 - 1949年頃）
- Tallo（1668年 - 1780年）
- ワジョ（1860年 - 1949年頃）
- Tabukan（1677年 - 1949年頃）

#### Ajattappareng連合（1905年 - 1949年頃）
- マルセタシ
- ラパン
- Swaito（union of Sawito and Alita, 1908年）
- シデンレン・ラパン
- スパ

#### Mabbatupappeng Confederacy (1906–c. 1949)
- Barru
- Soppengriaja (union of Balusu, Kiru, Kamiri, 1906)
- Tanette

#### Mandar Confederacy (1906–c. 1949)
- Balangnipa
- Binuang
- Cenrana
- Majene
- Mamuju
- Pambauang
- Tapalang

#### Massenrempulu Confederacy (1905–c. 1949)
- Allah
- Batulapa
- Bontobatu
- Enrekang
- Kasa
- Maiwa
- Malua

#### モルッカ諸島
- テルナテ王国（1676年10月12日 - 1949年）
- Bacan Sultanate（1667年 - 1949年）
- ティドレ王国（1657年 - 1949年頃）

#### 西ティモール
- Amanatun (1749–c. 1949)
- Amanuban (1749–c. 1949)
- Amarasi (1749–c. 1949)
- Amfoan (1683–c. 1949)
- Beboki (1756–c. 1949)
- Belu (1756–c.1949)
- Insana (1756–c.1949)
- Sonbai Besar (1756–1906)
- Sonbai Kecil (1659–1917)
- Roti (Korbafo before 1928) (c. 1750–c.1949)
- TaEbenu (1688–1917)

#### ニューギニア
- オランダ領ニューギニア
  -  カイマナ王国（1828年 - 1949年）

### フランス

#### アフリカ
- ベナンの国家群
  -  ダホメ王国（1889年から）
  - ポルトノボ（1863年2月23日 - 1865年1月2日）、コトヌー（1868年5月19日）、ポルトノボ（1882年4月14日）
- 中央アフリカ共和国の国家群
  - ダル・アル・クティ（1897年12月12日から、1912年にスルタンが降伏）
  - バンガスー・スルタン国（1894年から）
- ブルキナファソ（オートボルタに改称）（1895年2月20日から）
- チャド（バギルミ王国）（1897年9月20日から）
- コートジボワール（1889年1月10日から）
- ギニア沿岸地域（1849年8月5日から）
- ニジェール（ダマガラム王国）（1899年7月30日から）
- セネガル（1850年2月4日から）
- コモロ（1886年4月21日から、1912年7月25日に併合）
- ジブチ（オボック植民地およびタジュラ保護領（1884年6月24日から）、フランス領ソマリランド（1896年5月20日から））
- モーリタニアの国家群（1903年5月12日から）
  - アドラル首長国（1909年1月9日から、以前はスペイン領）
  - タガント連合首長国（1905年から）
  - ブラクナ連合首長国
  - トラルザ首長国（1902年12月15日から）
- フランス保護領モロッコ（1912年3月30日 - 1956年4月7日）
- マダガスカルの国家群
  -  メリナ王国（1896年8月6日から、1897年2月28日にフランス領マダガスカルに併合）
- フランス保護領チュニジア（1881年5月12日 - 1956年3月20日）

#### アメリカ
- メキシコ第二帝政（1863年 - 1867年）

#### アジア
- フランス領インドシナ（1953年/1954年まで）
  -  安南、トンキン（1884年6月6日から）
  -  カンボジア王国（1863年8月11日から）
  -  ラオス（1893年10月3日から）
  -  ベトナム（1884年6月6日から）

#### ヨーロッパ
- ライン共和国（1923年 - 1924年）
- ザール保護領（1946年 - 1956年）

#### オセアニア
- フランス領ポリネシア（最終的に1889年にソシエテ諸島の全ての島が併合される）
  -  タヒチ（1842年 - 1880年）
  -  ライアテア、タハア（1880年から）
  -  マンガレバ（1844年2月16日（未批准）、1871年11月30日から）[31]
- ウォリス・フツナ
  -  ウォリス（1842年11月4日に保護領宣言、1887年4月5日に保護領化）
  -  シガヴェと アロ（1888年2月16日から）

### ドイツ
第一次世界大戦中、ドイツ帝国はその統治階級にかかわらず植民地を保護領（ドイツ語: Schutzgebiet）と呼称していた。
- ドイツ領ニューギニア（1884年 - 1920年）
- ドイツ領南西アフリカ（1884年 - 1920年）
- ドイツ領トーゴラント（1884年 - 1914年）
- 北ソロモン諸島（1885年 - 1920年）
- ウィトゥランド（1885年 - 1890年）
- ルアンダ＝ウルンディ（1894年 - 1920年）
- ドイツ領サモア（1900年 - 1920年）
- マーシャル諸島
- ナウル
- グワンドゥ（1895年 - 1897年）[32]
- グルム（1895年 - 1897年）[32]

第二次世界大戦の前後、ナチス・ドイツはチェコスロバキアとデンマークを保護領とした。
- ベーメン・メーレン保護領（1939年 - 1945年）
- デンマーク（1940年 - 1943年）

### インド
- ブータン（1947年 - 2007年）
- シッキム王国（1950年 - 1975年）、後にシッキム州[33]

### イタリア
- アルバニア共和国（1917年 - 1920年）と アルバニア王国（1939年 - 1943年）
- モナコ（1815年11月20日 - 1860年、サルデーニャ王国の保護領）
- エチオピア（1889年5月2日、ウッチャリ条約）
- リビア（1912年10月15日にイタリアは1919年5月17日までのリビアの保護を宣言）
- バナディール湾（1889年8月3日（1893年5月まで未占領） - 1905年3月16日、イタリア領ソマリランドに併合）
  -  マジェルテーン・スルタン国（1889年4月7日 - 1927年）
  -  ホビョ・スルタン国（1888年12月 - 1925年10月）

### 日本
- 大韓帝国（1905年 - 1910年）
- 満洲国（1932年 - 1945年）
- 蒙古聯合自治政府（1939年 - 1945年）

### ポーランド
- カッファ（1462年 - 1475年）

### ポルトガル
- カビンダ（ポルトガル領コンゴ）（1885年 - 1974年、シムランブーコ条約でポルトガルの保護領として確立される）
- コンゴ王国（1857年 - 1914年）
- ガザ帝国（1824年 - 1895年）
- アンゴシェ・スルタン国（1903年 - 1910年）
- ララントゥカ王国（1515年 - 1859年）

### ロシア帝国・ソビエト連邦
- ヘーチマン国家（1654年 - 1764年）
- カルトリ・カヘティ王国（1783年 - 1801年）
- イメレティ王国（1804年 - 1810年）
- 革命派セルビア（1807年 - 1812年）
- セルビア公国（1826年 - 1856年）
- モルダヴィア公国（1829年 - 1856年）
- ワラキア公国（1829年 - 1856年）
- ブハラ首長国（1873年 - 1920年）
- ヒヴァ・ハン国（1873年 - 1920年）
- ウリャンカイ地方（1914年）
- 第二次東トルキスタン共和国（1944年 - 1949年）

#### 事実上
事実上のロシアの保護国。
- 南オセチア（2008年 - 現在）[34]
- 沿ドニエストル共和国（1992年 - 現在）[35]
- アブハジア（1994年 - 現在）[34]
- ドネツク人民共和国（2015年 - 2022年）[36]
- ルガンスク人民共和国（2015年 - 2022年）[37]
- アルツァフ共和国（2020年 - 2023年）[38][39][40]

### スペイン
- スペイン保護領モロッコ（1912年11月27日 - 1958年4月2日）
- スールー王国（1851年 - 1899年）

### トルコ・オスマン帝国
- アチェ王国（1569年 - 1903年）
- モルディブ（1560年 - 1590年）
- ヘーチマン国家（1669年 - 1685年）

#### 事実上
- 北キプロス（1983年 - 現在）

### アメリカ合衆国
- キューバ（1902年 - 1934年）[41][42]
- パナマ（1903年 - 1941年）
- ハイチ（1915年 - 1936年）

#### 事実上
- ネグロス共和国（1899年 - 1901年）[43]
- サンボアンガ共和国（1899年 - 1903年）
- スールー王国（1899年 - 1915年）

#### 現在の「保護領」
環境保護庁のようなアメリカ合衆国政府機関の中には、コロンビア特別区や、アメリカ領サモアやアメリカ領ヴァージン諸島のような米国の島嶼地域を「保護領」と呼ぶところもあるが、これらの地域の管理を担当する機関であるアメリカ合衆国内務省の島嶼地域局（OIA）は、保護領ではなく「島嶼地域」という用語のみを使用している。
- コロンビア特別区
- アメリカ領サモア
- グアム
- 北マリアナ諸島
- プエルトリコ
- アメリカ領ヴァージン諸島

### 共同統治
- ラグサ共和国（1684年 - 1798年）、ハプスブルク帝国とオスマン帝国の保護国
- イオニア諸島合衆国・ イオニア七島連邦国（1815年 - 1864年）、キリスト教国家の保護国（実質的にはイギリスの保護国）
- イギリス・エジプト領スーダン（1899年 - 1956年）
- クロアチア独立国（1941年 - 1943年）
- 連合国軍占領下のドイツ（1945年 - 1949年）
- 連合国軍占領下のオーストリア（1945年 - 1955年）

## 現行の一覧
現代では保護国・宗主国という関係を明確にしている国家はないが、経済的な理由で国防を周辺の大国に委任するミニ国家は多い。またレンティア国家が資源の枯渇により破綻した場合、関係の深い国が事実上の宗主国となるケースもある。
ナウルは資源の枯渇により経済的に破綻して以降、オーストラリアやニュージーランド、日本からの援助に大きく依存しており、特に国防を代行し、ナウル国民に市民権を与えるとしたオーストラリアの影響力が大きく、事実上オーストラリアの保護国状態である。

### 現存する類似形態の国家
- アンドラ - フランス大統領とウルヘル司教を国家元首とする国家
- バチカン市国 - 元首は教皇だが軍事・警察はイタリアに委託
- パラオ・マーシャル諸島・ミクロネシア連邦 - アメリカ合衆国と自由連合を形成し、国防はアメリカ軍が担う。外交権限も一部は米国が期限付きで有する。
- クック諸島・ニウエ - ニュージーランドと自由連合を形成。クック諸島は32か国と欧州連合、ニウエは21か国と外交関係を持つものの、多くの国は国家として承認しておらず「ニュージーランド領」として扱う。住民はニュージーランドの市民権を持つ。
- 北キプロス・トルコ共和国 - 国防はトルコ共和国が担う。
- ブータン - 国防はインド軍を一部受け入れており、2007年まではより強い保護国的な条文が存在していた。2007年からはより緩やかな関係になっている。
- コソボおよび欧州連合・法の支配ミッション - 2023年現在でも、コソボの安定のために内政に関与している。